# مدير (أعمال)
مدير تشير إلى رتبة في مجال الإدارة. المدير هو الشخص الذي يقود أو يشرف على دائرة محددة في شركة أو برنامج مشروع. وغالبًا ما يكون لدى الشركة التي تستخدم هذا اللقب عدد من المديرين موزعين إلى تصنيفات مختلفة (مثل مدير الموارد البشرية).وعادة ما يقدم تقاريره مباشرة لـنائب الرئيس أو كبير الإداريين التنفيذيين. وفي الشركات التي بها مستويات أعلى من المديرين، تكون الدرجة الأعلى مباشرة هي رئيس المديرين يعقبها المديرين التنفيذيين. وتحتوي المؤسسات الكبرى أحيانًا على مديرين مساعدين. وتشير كلمة مدير في الغالب إلى أدنى مستوى تنفيذي في مؤسسة، ولكن العديد من الشركات الكبرى تختار لقب مدير مساعد في كثير من الأحيان.

## قراءات أخرى
- المقومات الأساسية لتصبح مديرًا ترجمة سمير ع. 2018